# Walter Beerli
Walter Beerli (* 23. Juli 1928; † 1995) war ein Schweizer Fussballspieler.
Er war Teil des Kaders der Schweizer Fussballnationalmannschaft bei der WM 1950.

## Karriere

### Vereinskarriere
Er spielte ab 1949 für BSC Young Boys und diverse andere Vereine aus der Schweiz. Eines seiner grössten Spiele hatte er am 28. Januar 1959 mit dem FC Zürich gegen Real Madrid.
Insgesamt schaffte er 33 Tore in der Super League sowie drei im Schweizer Cup.

### Nationalmannschaft
Während der WM 1950 war er Teil des Kaders der Schweizer Fussballnationalmannschaft. Er kam jedoch nie zum Einsatz.